# Вейгерово (станція)
54°36′20″ пн. ш. 18°13′43″ сх. д. / 54.605555555556° пн. ш. 18.228611111111° сх. д.
Вейгерово — залізнична станція, що обслуговує місто Вейгерово, Поморське воєводство, Польща. 
Станція відкрита в 1870 році і розташована на залізниці Гданськ — Старгард. 
Залізничні послуги здійснюють PKP, Przewozy Regionalne та Швидка міська залізниця.
Під час будівництва станція була названа на честь німецької назви міста Нойштадт (Західна Пруссія), яка була повторно використана пізніше під час нацистської окупації. 
Раніше станція була вузлом нині закритої залізниці Вейгерово — Гарчичже.

## Опис
Станція була побудована в 1868 році, а лінія була відкрита в 1870 році. 
Вокзальний комплекс розташований на площі Пілсудського. На Головному залізничному вокзалі розташовані пункти відправлення міських автобусів і PKS.
Хол Головного залізничного вокзалу має один головний вхід, розташований з боку площі Пілсудського. У будівлі є квиткова каса та газетний кіоск, а також продуктовий магазин, магазин одягу та конгрегація п’ятидесятницької церкви на верхньому поверсі.
Станція має світлофор, сигнальну будку та приміщення технічної служби СКМ.
До 1920-х років у Вейгерові існувало невелике локомотивне депо, в т.ч. що обслуговувала порт Гдиня, що будувався. 
Його роль перейняло новозбудоване в 1929 році локомотивне відділення в Гдині.
У 2017 році відремонтовано будівлю вокзалу.
.

## Платформи
Станція Вейгерово має 3 платформи, з’єднані підземним переходом, середня платформа має дах. Платформи розташовані між будівлею вокзалу на пл. Пілсудського та I бронетанкової бригади Війська Польського, і вони пронумеровані з боку будівлі вокзалу.